# Serie A (Italia) 1986-87
La Serie A 1986–87 fue la 85.ª edición del campeonato de fútbol de más alto nivel en Italia y la 55.ª bajo el formato de grupo único. Napoli ganó su primer scudetto.

## Equipos participantes

### Equipos por región
| N.° | Comunidad autónoma  | Equipos                                         |
| --- | ------------------- | ----------------------------------------------- |
| 5   | Lombardía           | Atalanta, Brescia, Como, Internazionale y Milan |
| 2   | Campania            | Avellino y Napoli                               |
| 2   | Piamonte            | Juventus y Torino                               |
| 2   | Toscana             | Empoli y Fiorentina                             |
| 1   | Marcas              | Ascoli                                          |
| 1   | Friul-Venecia Julia | Udinese                                         |
| 1   | Lacio               | Roma                                            |
| 1   | Liguria             | Sampdoria                                       |
| 1   | Véneto              | Verona                                          |

### Ascensos y descensos
Un total de dieciséis equipos disputaron la liga: los trece primeros clasificados de la Serie A 1985-86 y 3 equipos ascendidos de la Serie B 1985-86, de los cuales uno de ellos asciende como vencedor de una promoción disputada entre dos equipos. La siguiente tabla muestra los intercambios de plazas previos al comienzo de esta temporada:
| Pos. | Descendidos a Serie B |
| ---- | --------------------- |
| 18.º | A. C. Pisa            |
| 19.º | S. S. C. Bari         |
| 20.º | U. S. Lecce           |

| Pos. | Ascendidos de Serie B |
| ---- | --------------------- |
| 1.º  | Ascoli Calcio         |
| 2.º  | Brescia Calcio        |
| 4.º  | Empoli F. C.          |

### Información de los equipos
| Equipo         | Ciudad        | Entrenador          | Capitán               | Estadio               | Capacidad | Proveedor      | Patrocinador             |
| -------------- | ------------- | ------------------- | --------------------- | --------------------- | --------- | -------------- | ------------------------ |
| Ascoli         | Ascoli Piceno | Ilario Castagner    | Aleksandar Trifunović | Cino e Lillo Del Duca | 34 110    | Adidas         | Norditalia Assicurazioni |
| Atalanta       | Bérgamo       | Nedo Sonetti        | Marino Magrin         | Comunale de Bérgamo   | 43 000    | Ennerre        | Sit-in                   |
| Avellino       | Avellino      | Luís Vinício        | Franco Colomba        | Partenio              | 35 000    | Uhlsport       |                          |
| Brescia        | Brescia       | Bruno Giorgi        | Stefano Bonometti     | Mario Rigamonti       | 20 000    | Gazelle        | Birra Wührer             |
| Como           | Como          | Emiliano Mondonico  | Giancarlo Centi       | Giuseppe Sinigaglia   | 14 000    | Adidas         | Mita Industrial          |
| Empoli         | Empoli        | Gaetano Salvemini   | Walter Casaroli       | Carlo Castellani      | 44 000    | Adidas         | Sammontana               |
| Fiorentina     | Florencia     | Eugenio Bersellini  | Giancarlo Antognoni   | Comunale de Florencia | 58 000    | Ennerre        | Crodino                  |
| Internazionale | Milán         | Giovanni Trapattoni | Alessandro Altobelli  | Giuseppe Meazza       | 75 923    | Le Coq Sportif | Misura                   |
| Juventus       | Turín         | Rino Marchesi       | Gaetano Scirea        | Comunale de Turín     | 50 253    | Kappa          | Ariston Thermo           |
| Milan          | Milán         | Fabio Capello       | Franco Baresi         | San Siro              | 75 923    | Kappa          | Olivetti                 |
| Napoli         | Nápoles       | Ottavio Bianchi     | Diego Maradona        | San Paolo             | 70 000    | Ennerre        | Buitoni                  |
| Roma           | Roma          | Angelo Sormani      | Carlo Ancelotti       | Olímpico de Roma      | 70 634    | Ennerre        | Barilla                  |
| Sampdoria      | Génova        | Vujadin Boškov      | Luca Pellegrini       | Luigi Ferraris        | 40 000    | Ennerre        | Phonola                  |
| Torino         | Turín         | Luigi Radice        | Renato Zaccarelli     | Comunale de Turín     | 50 253    | Adidas         | Sweda                    |
| Udinese        | Údine         | Giancarlo De Sisti  | Dino Galparoli        | Friuli                | 17 000    | ABM            | Freud                    |
| Verona         | Verona        | Osvaldo Bagnoli     | Roberto Tricella      | Marcantonio Bentegodi | 39 211    | Adidas         | Ricoh                    |

## Desarrollo

### Clasificación
| Pos. | Equipo         | Pts. | PJ | G  | E  | P  | GF | GC | Dif. | Clasificación                                            |
| ---- | -------------- | ---- | -- | -- | -- | -- | -- | -- | ---- | -------------------------------------------------------- |
| 1    | Napoli (C)     | 42   | 30 | 15 | 12 | 3  | 41 | 21 | +20  | Clasificado a la Copa de Campeones de Europa             |
| 2    | Juventus       | 39   | 30 | 14 | 11 | 5  | 42 | 27 | +15  | Clasificado a la Copa de la UEFA                         |
| 3    | Internazionale | 38   | 30 | 15 | 8  | 7  | 32 | 17 | +15  | Clasificado a la Copa de la UEFA                         |
| 4    | Verona         | 36   | 30 | 12 | 12 | 6  | 32 | 25 | +7   | Clasificado a la Copa de la UEFA                         |
| 5    | Milan          | 35   | 30 | 13 | 9  | 8  | 31 | 21 | +10  | Clasificado a la Copa de la UEFA                         |
| 6    | Sampdoria      | 35   | 30 | 13 | 9  | 8  | 37 | 21 | +16  |                                                          |
| 7    | Roma           | 33   | 30 | 12 | 9  | 9  | 37 | 31 | +6   |                                                          |
| 8    | Avellino       | 30   | 30 | 9  | 12 | 9  | 31 | 38 | −7   |                                                          |
| 9    | Como           | 26   | 30 | 5  | 16 | 9  | 16 | 20 | −4   |                                                          |
| 10   | Fiorentina     | 26   | 30 | 8  | 10 | 12 | 30 | 35 | −5   |                                                          |
| 11   | Torino         | 26   | 30 | 8  | 10 | 12 | 26 | 32 | −6   |                                                          |
| 12   | Ascoli         | 24   | 30 | 7  | 10 | 13 | 18 | 33 | −15  |                                                          |
| 13   | Empoli         | 23   | 30 | 8  | 7  | 15 | 13 | 33 | −20  |                                                          |
| 14   | Brescia (D)    | 22   | 30 | 7  | 8  | 15 | 25 | 35 | −10  | Descenso a Serie B                                       |
| 15   | Atalanta (D)   | 21   | 30 | 7  | 7  | 16 | 22 | 32 | −10  | Clasificado a la Recopa de Europa y descenso a a Serie B |
| 16   | Udinese (D)    | 15   | 30 | 6  | 12 | 12 | 25 | 41 | −16  | Descenso a Serie B                                       |

 Fuente: BDFutbol
Notas:
1. ↑  El Milan ganó un partido de desempate ante la Sampdoria para finalizar quinto y poder clasificarse a la Copa de la UEFA
2. ↑  La Atalanta se clasificó a la Recopa de Europa 1987-88 como subcampeón de la Copa Italia, ya que el Napoli fue el ganador del torneo y ya se había clasificado a la Copa de Campeones de Europa
3. ↑  Antes de iniciar la temporada el Udinense fue sancionado con nueve puntos menos por el escándalo del Totonero

|            |
| Campeón    |
| SSC Napoli |
| 1º título  |

### Tabla de resultados cruzados
| Local \ Visitante | ASC | ATA | AVE | BRE | COM | EMP | FIO | INT | JUV | MIL | NAP | ROM | SAM | TOR | UDI | VER |
| ----------------- | --- | --- | --- | --- | --- | --- | --- | --- | --- | --- | --- | --- | --- | --- | --- | --- |
| Ascoli            | —   | 2–1 | 0–1 | 0–0 | 0–0 | 0–1 | 0–1 | 1–0 | 0–5 | 1–0 | 1–1 | 1–1 | 0–1 | 1–1 | 1–0 | 0–1 |
| Atalanta          | 0–0 | —   | 1–1 | 1–0 | 0–0 | 1–0 | 2–0 | 1–0 | 0–0 | 1–2 | 0–1 | 0–1 | 1–0 | 0–2 | 4–2 | 1–0 |
| Avellino          | 0–0 | 2–1 | —   | 0–0 | 1–1 | 0–1 | 2–1 | 0–1 | 1–1 | 2–1 | 0–0 | 2–1 | 3–1 | 0–0 | 1–1 | 1–1 |
| Brescia           | 1–2 | 1–0 | 2–0 | —   | 2–0 | 3–0 | 0–0 | 0–1 | 0–0 | 1–0 | 0–1 | 1–1 | 0–1 | 2–0 | 1–0 | 1–1 |
| Como              | 0–0 | 2–1 | 1–2 | 1–0 | —   | 0–1 | 0–0 | 1–1 | 0–0 | 0–1 | 1–1 | 0–0 | 0–0 | 1–1 | 3–1 | 1–1 |
| Empoli            | 1–0 | 0–0 | 0–1 | 0–0 | 0–0 | —   | 1–0 | 1–0 | 0–1 | 0–3 | 0–0 | 1–3 | 0–0 | 2–0 | 0–0 | 1–0 |
| Fiorentina        | 2–1 | 1–0 | 2–0 | 4–3 | 1–2 | 1–1 | —   | 0–1 | 1–1 | 2–2 | 3–1 | 2–1 | 2–0 | 0–0 | 0–1 | 0–1 |
| Internazionale    | 3–0 | 1–0 | 0–0 | 4–0 | 1–0 | 2–1 | 1–0 | —   | 2–1 | 1–2 | 1–0 | 4–1 | 1–0 | 2–1 | 2–0 | 0–0 |
| Juventus          | 2–2 | 2–0 | 3–0 | 3–2 | 1–0 | 3–0 | 1–0 | 1–1 | —   | 0–0 | 1–3 | 2–0 | 2–1 | 1–0 | 2–1 | 2–1 |
| Milan             | 0–1 | 2–1 | 2–0 | 2–0 | 0–0 | 1–0 | 3–0 | 0–0 | 1–1 | —   | 0–0 | 4–1 | 0–2 | 1–0 | 0–0 | 1–0 |
| Napoli            | 3–0 | 2–2 | 3–0 | 2–1 | 2–1 | 4–0 | 1–1 | 0–0 | 2–1 | 2–1 | —   | 0–0 | 1–1 | 3–1 | 1–1 | 0–0 |
| Roma              | 1–1 | 4–2 | 3–0 | 2–1 | 0–0 | 2–1 | 1–1 | 1–0 | 3–0 | 1–2 | 0–1 | —   | 0–3 | 1–0 | 4–0 | 0–0 |
| Sampdoria         | 1–0 | 1–0 | 2–2 | 2–0 | 0–1 | 3–0 | 3–1 | 3–1 | 4–1 | 3–0 | 1–2 | 0–0 | —   | 3–0 | 0–0 | 0–0 |
| Torino            | 0–2 | 0–0 | 4–1 | 2–2 | 1–0 | 1–0 | 2–1 | 0–0 | 1–1 | 0–0 | 0–1 | 0–2 | 2–0 | —   | 3–1 | 2–1 |
| Udinese           | 3–0 | 1–0 | 2–6 | 1–0 | 0–0 | 3–0 | 1–1 | 0–0 | 0–2 | 0–0 | 0–3 | 2–1 | 0–0 | 1–1 | —   | 2–2 |
| Verona            | 2–1 | 2–1 | 2–2 | 4–1 | 1–0 | 1–0 | 2–2 | 2–1 | 1–1 | 1–0 | 3–0 | 0–1 | 1–1 | 2–1 | 3–1 | —   |